# 楊舟 (美國外交官)
楊舟，美国外交官。楊舟曾為美國國務院東亞太平洋局日本處長，亦曾派駐過中國、新加坡、愛爾蘭及肯亞等地的海外美國使領館，通曉中文及日語。2019年7月20日，他接替返美競選國會參議員而離任的駐日大使威廉·哈格蒂，暫代大使館館長職務。2021年10月至11月，出任美國駐東協臨時代理大使。2025年2月9日，他再度接替離任的駐日大使拉姆·伊曼纽尔，暫代大使館館長職務。

## 學歷
- 帕維亞大學博羅梅奧學院（英语：Borromeo College）古典學學士[1]
- 喬治城大學埃德蒙·A·沃尔什外事学院外交碩士[1]

## 經歷
- 1991年—1993年：美國駐新加坡大使館領事官[1]
- 1994年—1996年：美國駐肯亞大使館（英语：Embassy of the United States, Nairobi）政治秘書[1]
- 1996年—1997年：美國外交學院（英语：Foreign Service Institute）經濟研究員[1]
- 1999年—2002年：美國駐華大使館經濟處秘書[1]
- 2002年—2004年：國務院經濟商業局（英语：Bureau of Economic and Business Affairs）航空談判官[1]
- 2004年—2007年：美國駐愛爾蘭大使館（英语：Embassy of the United States, Dublin）政治經濟處長[1]
- 2009年—2012年：美國駐日大使館政治軍事課長[1]
- 2012年—2014年：美軍太平洋司令部外交政策副顧問[1]
- 2014年—2017年：國務院東亞太平洋局日本處長[1]
- 2017年—2019年：美國駐日大使館副館長（首席公使）[1]
- 2019年—2021年：美國駐日大使館代辦[1]
- 2021年：美國駐東協代辦[1]
- 2022年—2025年：美國駐卡達大使館阿薩利耶基地阿富汗安置處主任[1]
- 2025年：美國駐日大使館代辦[1]